# Passerelle de l'aqueduc de la Voulzie
 (janvier 2014).
Si vous disposez d'ouvrages ou d'articles de référence ou si vous connaissez des sites web de qualité traitant du thème abordé ici, merci de compléter l'article en donnant les références utiles à sa vérifiabilité et en les liant à la section « Notes et références ».
La passerelle de l'aqueduc de la Voulzie est une passerelle franchissant la Seine entre les communes de Veneux-les-Sablons (Moret-Loing-et-Orvanne) et de Champagne-sur-Seine. Elle tient son nom de l'aqueduc qu'elle supporte. Elle est parfois appelée passerelle de Champagne ou passerelle des Eaux par les Champenois et les Veneusiens.

## Histoire
La construction est effectuée en 1926. Le 25 août 1944, les résistants qui avaient participé à la libération de Thomery traversent la Seine dans une barque pour défendre l'aqueduc qui menace d'être détruit par les Allemands. En 2009, l’ouvrage a été réparé afin de le protéger.

## Structure
La passerelle est un ouvrage en béton armé, d’une longueur de 250 mètres. Elle est constituée d’un ouvrage sur terre de 140 mètres de longueur et d’un pont sur la Seine d’une longueur de 110 mètres.